# Demografia de Belize

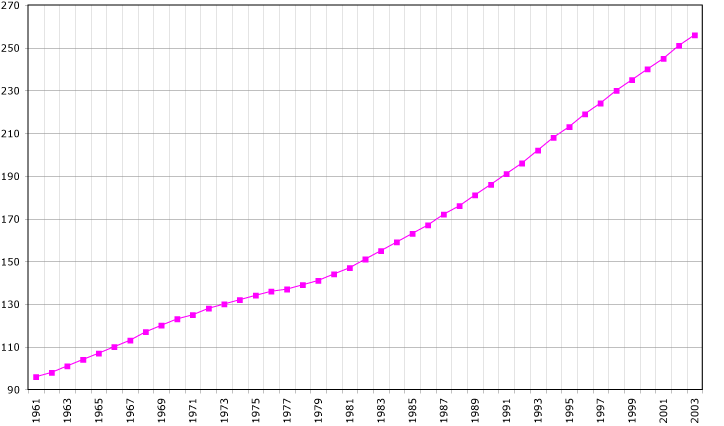
Evolução demográfica em Belize

A demografia de Belize é composta em sua maior parte de ascendência multirracial. Cerca de metade da população de Belize é de ascendência mista, maia e europeia (mestiços), 25% são de ascendência africana e afro-europeia (crioula), cerca de 10% são maias e cerca de 6% são afro-ameríndios (Garifuna). O restante inclui grupos de origem europeia, indiana, chinesa, norte-americana e do oriente médio.
Em 2010, a população total de Belize era de 312.971 habitantes. O número total de domicílios em Belize foi 79.598 e do tamanho médio das famílias foi de 3,9 membros. A população sem-teto do país somou 118 pessoas no total, dos quais 113 eram do sexo masculino e 5 do sexo feminino. A população ligada a serviços institucionais era de 1.957 pessoas, dessas; 1.665 eram do sexo feminino e 292 do sexo masculino. A população urbana total de Belize era de 139.069, dessas; 68.020 homens e 71.049 mulheres. Havia um total de 39.104 domicílios urbanos em 2010. A população total na zona rural de Belize era 171.827, sendo; 88.261 homens e 83.566 mulheres. Havia um total de 40.494 domicílios rurais em 2010.

## Idiomas
O inglês é a língua oficial e de facto a mais falada no país, coexistindo mutuamente com crioulo belizenho (com fortes traços do inglês). Os dois idiomas são falados mais regionalmente, ao longo da costa e no centro-sul do país. No oeste e no norte, o espanhol é mais falado. O espanhol é a língua materna de cerca de 50% da população e é falado como segunda língua por outros 20%. Os vários grupos maias ainda falam línguas maia e crioulo belizenho. Algumas comunidades do sul do Belize falam principalmente garifuna.

## Religião
No ano 2000, 49,6% da população era católica romana. A igreja anglicana (5,3%), protestantes (Pentecostais 7.4%, Adventistas do Sétimo Dia 5.2%, Metodistas 3.5%, Batistas 3.5%) e outros grupos (11.4%), compõem a parte restante da distribuição religiosa do país. Cerca de 10% da população não tem nenhuma religião. Cerca de 4% pertence à comunidade menonita de língua alemã.